# Brotherhood of Blood
Pour plus de détails, voir Fiche technique et Distribution.
Brotherhood of Blood (titre original : Brotherhood of Blood) est un film d'horreur germano-américain, réalisé et écrit par le duo Michael Roesch (en) et Peter Scheerer (en) et sorti en 2007.

## Synopsis
Une équipe de chasseurs de vampires doit infiltrer un repaire de vampires pour y délivrer l'une des leurs…

## Fiche technique
- Titre : Brotherhood of Blood
- Titre original : Brotherhood of Blood
- Réalisation : Michael Roesch (en), Peter Scheerer (en)
- Scénario : Michael Roesch (en), Peter Scheerer (en)
- Musique : Tom Bimmermann, Ralph Rieckermann
- Directeur de la photographie : River Mahoney
- Montage : Andrew Bentler
- Direction artistique : Thomas William Hallbauer, Maxwell Fasen
- Costumes : Sarah Jeanne Mgeni
- Maquillage : Shyann Swisher, Rileah Vanderbilt
- Effets spéciaux : Jeffrey S. Farley, Torrence Hall, Monica O'Shaughnessey, David Patrick
- Effets visuels : Christian Haas, Zoran Kazic, Tim Montijo
- Production : Juergen Popp, Nicole Ackermann, Mark Burman, Wolfgang Herold (en), Brotherhood LLC, Ghost House Pictures
- Pays de production :  Allemagne,  États-Unis
- Genre : Film d'horreur
- Durée : 90 minutes
- Dates de sortie :
  - Allemagne : 26 septembre 2008
  - Suisse : 26 septembre 2008 (Suisse alémanique)
  - Canada : 14 octobre 2008
  - États-Unis : 14 octobre 2008
  - Belgique : 11 décembre 2008

## Distribution
- Jason Connery : Keaton
- Victoria Pratt : Carrie Rieger
- Sid Haig : Pashek
- Ken Foree : Stanis
- William Snow : Thomas
- Wes Ramsey : Fork
- Jeremy James Kissner (en) : Derek
- Rachel Grant : Jill
- Marc Ian Sklar : Torreck

## Récompenses et distinctions

### Nominations
- Saturn Award 2009 :
  - Saturn Award de la meilleure collection DVD (au sein du coffret Ghost House Underground Eight Film Collection )